# 나카구 (사카이시)
나카구(일본어: 中区)는 일본 오사카부 사카이시의 구이다. 2006년 4월 1일에 사카이시가 정령지정도시가 되면서 사카이시청, 나카 지소 내의 구역이 나카구가 되었다.
정령지정도시의 "나카구"는 다른 요코하마시, 하마마쓰시, 나고야시, 히로시마시에도 존재하지만 이들 4개 시의 나카구와 달리 구내에 시청이나 번화가가 존재하지 않는 점이 특이하다(사카이시청 소재지는 사카이구이며 상업 중심지도 여기에 위치한다). 나카구에는 "시의 행정·경제의 중심부"라는 의미는 없고 단지 시역의 중부에 있다는 것만을 나타내고 있다. 또 2009년 4월에 정령지정도시가 된 오카야마시의 나카구도 같이 시청이나 번화가가 존재하지 않는다(오카야마시청은 기타구에 설치되었다).

## 지리
북서쪽의 평야부와 남동쪽의 센보쿠 구릉 사이에 위치하고 있다. 구의 북쪽 반이 시가화 구역이고 센보쿠 고속철도 개통 이후 택지화가 진행되고 있다. 남쪽은 시가화 조정 구역이고 택지 사이에 농지(밭)와 관개용 저수지가 점재하지만 일부 센보쿠 뉴타운을 포함한 지역도 있다. 고속도로, 이즈미오쓰 미하라선, 센보쿠 1호선, 센보쿠 2호선과 같은 간선도로에 의해 자동차 교통이 발달하고 있어 교통의 중심이 되고 있다.

## 역사
- 1889년 4월 1일 - 정촌제 시행으로 오토리군 핫타쇼촌, 후카이촌, 히가시모즈촌, 구제촌, 니시토키촌, 히가시토키촌이 성립하였다.
- 1896년 4월 1일 - 센보쿠군이 성립하였다.
- 1942년 7월 1일 - 센보쿠군 핫타쇼촌, 후카이촌, 히가시모즈촌을 사카이시에 편입하였다.
- 1955년 4월 1일 - 센보쿠군 구제촌, 니시도키촌, 히가시토기촌이 니와다니촌과 합병해 센보쿠군 이즈미가오카정이 되었다.
- 1959년 5월 3일 - 센보쿠군 이즈미가오카정을 사카이시에 편입하였다.
- 2006년 4월 1일 - 사카이시가 정령지정도시가 되면서 사카이시청 나카 지소 관내 구역에 나카구가 설치되었다.

## 교통

### 철도
- 난카이 전기 철도 센보쿠선
  - (← 기타구 나카모즈역) - 후카이역 - (미나미구 이즈미가오카역 →)

### 도로
- 한와 자동차도
- 국도 제310호선 (일본)(일본어판)